# 히타치 레일 이탈리아
히타치 레일 이탈리아(영어: Hitachi Rail Italy)는 2001년에 설립된 이탈리아의 철도 차량 제작 회사이다. 2001년 안살도 트라스포티(Ansaldo Trasporti)와 브레다 코스트루치오니 페로비아리에(Breda Costruzioni Ferroviarie)의 합병으로 생겼다. 2015년까지 회사 명칭은 안살도브레다(이탈리아어: AnsaldoBreda S.p.A.)로 일본의 철도 제조사인 히타치 제작소에 인수되면서 현재의 사명으로 변경했다. 이탈리아 나폴리, 팔레르모, 레조칼라브리아, 피스토이아에 공장을 가지고 있다. 현재 종업원 수는 2,400명이고, 2008년부터 살바토레 비안코니가 CEO를 맡고 있다.

## 제품

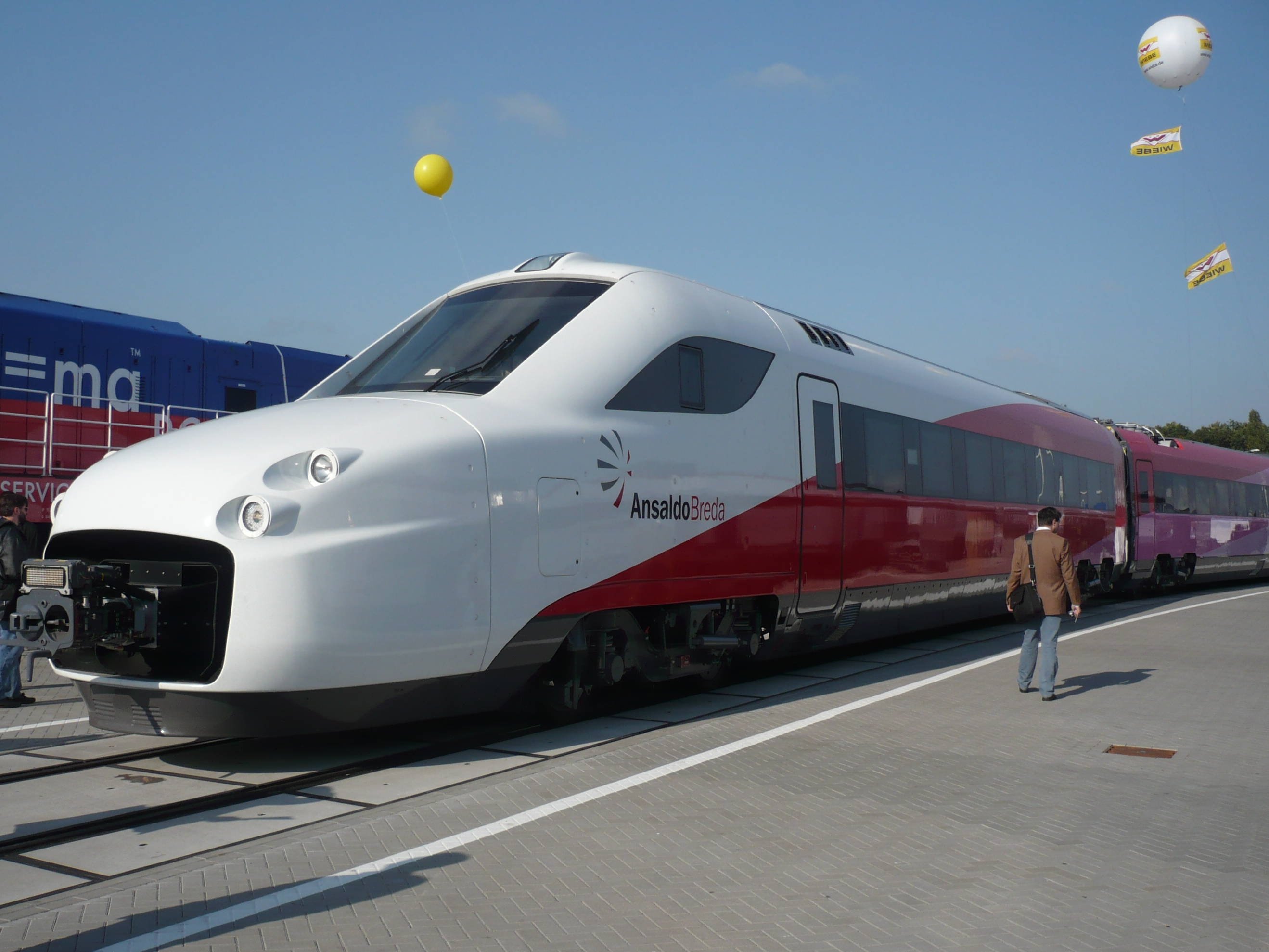
네덜란드 피라 서비스에 도입하기 위한 V250 열차.

히타치 레일 이탈리아는 도시 철도 차량, 노면 전차, 통근, 간선 및 고속철도용 차량을 생산한다. 시리오 노면 전차는 아테네, 예테보리, 밀라노 등의 도시에 사용되고 있다. 고속 철도 차량으로는 이탈리아에서 사용하는 FS ETR 500급과 네덜란드 및 벨기에에서 사용할 예정인 V250이 있다. IC4 디젤 동차는 덴마크에서 사용할 예정이지만, 긴 지연으로 많은 비판을 받았다.

## 주요 사업부문
- 전동차
- 디젤기관차

## 주요 차량
- FS ETR 500급
- V250
- 봄바디어 제피로
- 프레시아로사 1000
- DSB IC4
- FS ETR 402급
- FS ETR 403급
- 영국 철도 802

## 같이 보기
- 안살도
- 레오나르도 (기업)